# Turnera blanchetiana
Turnera blanchetiana är en passionsblomsväxtart som beskrevs av Ignatz Urban. Turnera blanchetiana ingår i släktet Turnera och familjen passionsblomsväxter. Utöver nominatformen finns också underarten T. b. subspicata.